# Cerro Gallardo
Cerro Gallardo es un cono volcánico de Cabo de Gata, en el municipio de Carboneras. Está en la provincia de Almería, España. Es un cono volcánico con una caldera muy apreciable; teniendo un kilómetro de diámetro.